# Folkuniversitetet
Folkuniversitetet är ett svenskt studieförbund. Det grundades 1942 i Stockholm under namnet Kursverksamheten KV och drivs sedan 1947 som ett erkänt studieförbund. Sedan 2003 ingår den författarledda Skrivarakademin inom Folkuniversitetets ram. Man arbetar med folkbildning, kultur och vuxenutbildning och samordnar ett antal kursverksamheter kopplade till Göteborgs, Lunds, Stockholms, Umeå och Uppsala universitet.
Som del av verksamheten driver man också ett antal yrkesutbildningar och kompletterande yrkesutbildningar, liksom ett antal gymnasieskolor (både i Sverige och utomlands) och folkhögskolor. Folkuniversitetet växte fram via språkkurser på 1930-talet, och språk är fortfarande en viktig del av verksamheten. Balettakademien (på tre orter) och Författarskolan Skrivarakademin (i Stockholm) drivs av Folkuniversitetet.
Folkuniversitetet arrangerar även kurser på uppdrag av Arbetsförmedlingen. År 2017 erhöll Folkuniversitetet 107 024 400 kr i statsbidrag. Det totala anslaget till studieförbunden 2017 var 1 759 305 300 kr.[källa behövs]

## Historik

### Bakgrund
Folkbildning som projekt växte fram i mitten av 1800-talet, samtidigt med folkrörelserna. Universiteten engagerade sig också i folkbildningsarbetet och bildade 1917 Folkuniversitetsföreningen. Denna var tänkt att driva ett folkuniversitet, en sorts överbyggnad till folkhögskolan, något som dock aldrig förverkligades.
År 1933 bildades Studieledarföreningen vid Stockholms högskola av en grupp studenter, med stöd av Folkuniversitetsföreningen, och senare bildades även föreningar i Lund, Göteborg och Uppsala. Föreningarna gav kurser och föreläsningar för allmänheten inom språk, historia och litteratur. Verksamheten var från början idédriven, utan koppling till politiska, religiösa, kommersiella eller fackliga organisationer.

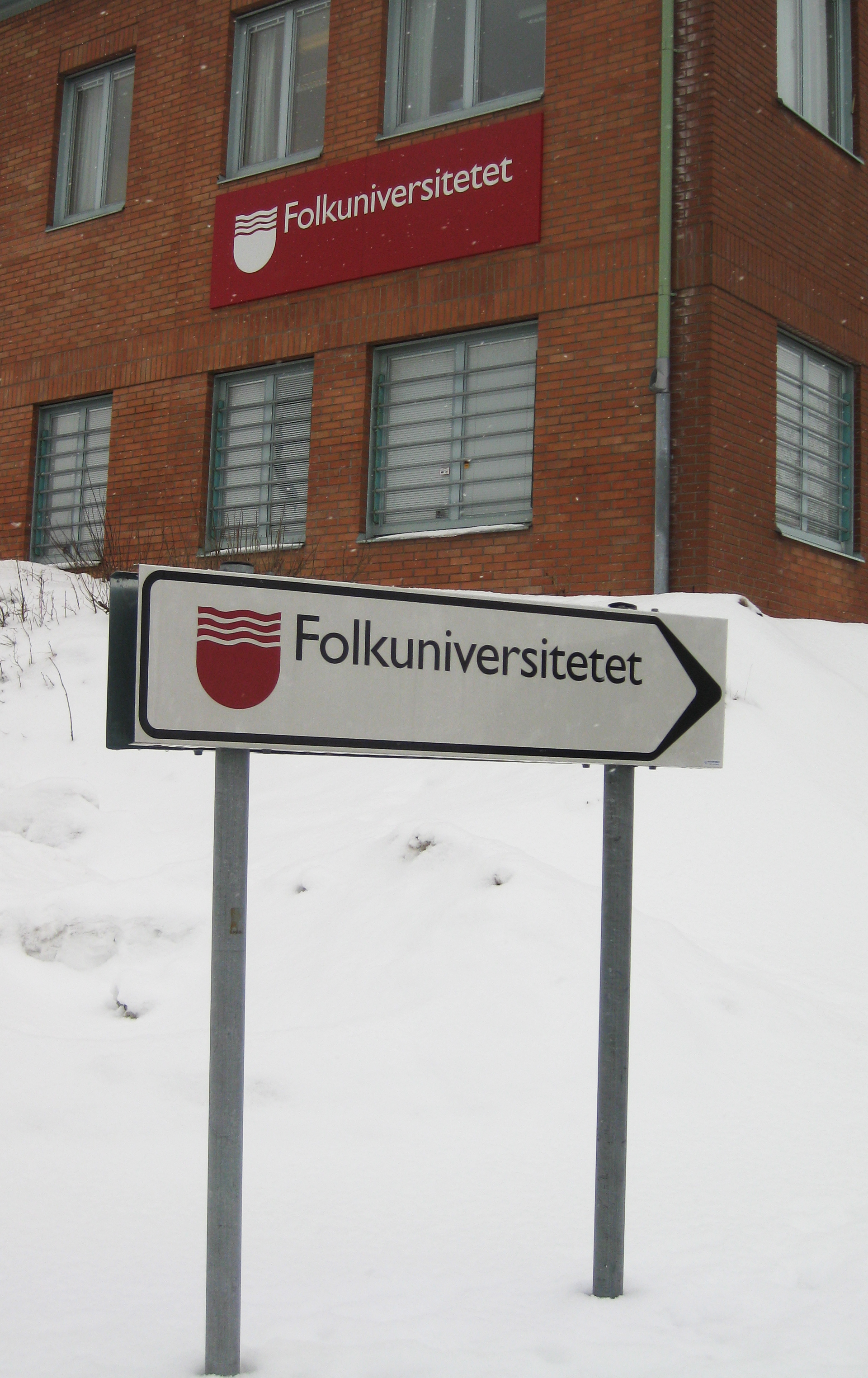
Två Folkuniversitetetskyltar vid Redegatan i Göteborg.

Verksamheten i Göteborg bildades 1941 som Folkuniversitetet i Region väst, med Göteborgs Förenade Studentkårer och Göteborgs högskola som grundare. Denna stiftelse skötte även gymnasieskolor i Karlstad, Trollhättan och Skövde.

### Bildande och uppbyggnad
Folkuniversitetet grundades 1942, då under namnet Kursverksamheten KV. Det blev erkänt som studieförbund fem år senare. År 1970 tillkom Stiftelsen Kursverksamheten vid Umeå universitet, som är den femte stiftelsen som ingår i Studieförbundet Folkuniversitetet. Sedan 1960-talet drivs kursverksamheten på de olika ortena av stiftelser, med Folkuniversitetsföreningen och respektive universitet och studentkår som huvudmän.
Under 1950-talet var undervisningen till stor del inriktad mot språk. Under 1960-talet ökade inslaget av estetiska ämnen och även svenska för invandrare (SFI). Under 1980-talet utökades verksamheten med arbetsmarknadsutbildningar och under 1990-talet startade Folkuniversitetet sina första fristående gymnasieskolor.

### Organisationer med nationella samarbetsavtal
- Pensionärs-/senioruniversitetet
- Hem och samhälle

### Språk
Förutom studiecirklar och intensivkurser i språk breddades utbudet under 1940-talet med språkresor till bland annat Cambridge och Lausanne. Genom Internationella skolorna (IS) startades skolor i egen regi i bland annat Brighton, Aix-en-Provence, Düsseldorf.
Efter andra världskriget startade Folkuniversitetet invandrarundervisning (föregångaren till dagens Svenska för invandrare, SFI) för de många flyktingar som kommit till Sverige. Språkstudier är fortfarande ett av Folkuniversitetets största verksamhetsområden. 

### Kvällsgymnasium
År 1953 startade Folkuniversitetet sitt första kvällsgymnasium för vuxna, som det första av flera studieförbund, efter en riksdagsutredning året före. I Stockholm drevs verksamheten vid Fridhemsplan från startåret 1953 fram till 1964, då verksamheten kommunaliserades. I Göteborg etablerade man kvällsgymnasium 1955.
Kvällsgymnasierna togs över av kommunerna 1967, efter politiska diskussioner om huvudmannaskapet redan åren kring 1960. Undervisningsformen utvecklades därefter till dagens Komvux.

## Verksamhet
Folkuniversitetet erbjuder kurser, utbildningar och föreläsningar i språk, konst, foto/film, kommunikation/skrivande/media, personal/ledarskap/HR, miljö/natur, dans/musik/teater, konsthantverk, data/IT, ekonomi/marknadsföring, kultur/samhälle samt hälsa/friskvård. 

### Gymnasieskolor
Folkuniversitetet driver ett antal skolor för gymnasie-, yrkes- och kompletterande utbildningar. Verksamheten bedrivs huvudsakligen i Sverige, men också utomlands i bland annat Barcelona, Brighton, Aix-en-Provence, Düsseldorf, och i Tartu. I Sverige finns följande skolor:
- Einar Hansengymnasiet, Malmö
- Kungstensgymnasiet, Stockholm
- Internationella Gymnasiet i Uppsala
- Folkuniversitetets gymnasium i Göteborg
- Umeå Internationella Gymnasium (år 2000-2019)
- Folkuniversitetets gymnasium i Trollhättan
- Johannes Hedberggymnasiet, Helsingborg
- Folkuniversitetets gymnasium i Varberg
- Folkuniversitetets gymnasium i Uddevalla
- Cultus gymnasium i Uppsala

Folkuniversitetets första gymnasieskola var Grännaskolan som startade 1963 i Gränna. Undervisningen bedrevs på främmande språk och hela två år av den treåriga utbildningen kunde förläggas vid något av Folkuniversitetets utlandsskolor i Brighton, München eller Aix-en-Provence. Skolan råkade i ekonomiska svårigheter och övertogs 1978 av Jönköpings kommun. 
Friskolereformen i början av 1990-talet medförde att Folkuniversitetet kunde återuppta gymnasieverksamheten, och 1994 startades skolor i Helsingborg och Linköping. De första skolorna hade internationell inriktning men samtidigt som antalet skolor har expanderat har även fler inriktningar tillkommit, exempelvis inom naturhumanism, media, dans, design och foto. Det senaste tillskottet är Kungstensgymnasiet i Stockholm som startade 2008. 
Den pedagogiska grundsynen utgår från den lärande, det vill säga deltagaren eller eleven. Deltagaren ska motiveras till ett aktivt intresse och ansvar för sin kunskapsutveckling, bland annat genom att varje deltagare ges möjlighet att utöva inflytande över den pedagogiska processen. Studier i grupp är en viktig del av pedagogiken liksom ett samspel mellan vuxna med olika erfarenheter. Deltagaren ska få verktyg att själv värdera de kunskaper och färdigheter som utvecklats genom studierna.

### Längre utbildningar
Folkuniversitetet har ett antal yrkesutbildningar och kompletterande utbildningar. De senare drivs i huvudsak med estetisk och konstnärlig inriktning.

#### Yrkeshögskola
Folkuniversitetet bedriver ett stort antal yrkeshögskoleutbildningar. Dessa rör bland annat ekonomi och redovisning, försäljning och marknadsföring, vindkraftsteknik, livsmedelsteknik, pedagogik, äldreomsorg och geografiska informationssystem.

#### Skolor, konst- och kulturutbildningar
Balettakademien i Göteborg, Stockholm och Umeå är en del av Folkuniversitetet. Nedan listas några av Folkuniversitets skolor med så kallade konst- och kulturutbildningar och yrkeshögskoleutbildningar. Konst- och kulturutbildningar är en utbildningsform som står under överinseende från Yrkeshögskolemyndigheten.
- Stockholm: Arkitekturskolan STHLM, Animationsakademien, Balettakademien, Fotoskolan STHLM, Konstskolan i Stockholm, Maskörskolan, Modeskolan, Musikinstrumentakademien, Silversmide & Smyckesdesign och Skrivarakademin
- Göteborg: Balettakademien, Art College, KV konstskola, Hantverkscentrum i Tibro och Skara Skolscen
- Umeå: Balettakademien
- Skåne: Fotoskolan Skåne och Lunds konst- och designskola
- Gotland: Gotlands tonsättarskola, Gotlands konstskola och Gotlands dansarutbildningar

Folkuniversitetet har sedan hösten 2006, på uppdrag av Arbetsförmedlingen, arrangerat kurser för utländska akademiker kallade Korta vägen. Det är en arbetsmarknadsåtgärd för personer med en avslutad högskoleutbildning från sitt hemland om minst tre år inom lärar-, ekonom- eller ingenjörsyrkena och vårdyrken och läkare. Syftet är att ge möjlighet för akademiker att snabbare komma ut på arbetsmarknaden i Sverige.

### Skrivarakademin
Författarskolan Skrivarakademin startades i Stockholm 1992, på initiativ av författaren Peter Gustav Johansson. Den drivs fortfarande av författare, sedan år 2003 inom Folkuniversitetet. Bland lärarna finns både novell- och romanförfattare, liksom lyriker och dramatiker. Man startade senare verksamhet även i Göteborg (hösten 2009) och Malmö.
Sedan 2006 driver man utbildning på heltid. "Skrivarlinjen" startades som en tvåårig utbildning, vilken senare gjordes om till en ettårsutbildning med påbyggnadsterminen "Manusutbildning med branschkunskap". Sedan 2007 finns även den särskilda "Skrivarlinjen på distans" (som startades som Sveriges enda helt nätbaserade skrivarutbildning). Dessutom håller man i ett stort antal helg-, kvälls- och sommarkurser.

### Folkhögskolor
Folkuniversitetet i Stockholm driver Skarpnäcks, Sundbybergs, Södra Stockholms och Braheskolan Visingsö folkhögskolor.